# Niigata prefektur
Niigata prefektur (新潟県; Niigata-ken) är belägen i Hokuriku-området på ön Honshu, Japan. Residensstaden är Niigata.
Den 23 oktober 2004 blev Niigata prefektur drabbad av en jordbävning av magnitud 6,9 på Richterskalan, som gavs namnet Chuetsujordbävningen av den japanska statens meteorologiska institut.

## Administrativ indelning
Prefekturen var år 2016 indelad i tjugo städer (-shi) och tio kommuner (-machi eller -mura).
Kommunerna grupperas i nio distrikt (-gun). Distrikten har ingen administrativ funktion utan fungerar i huvudsak som postadressområden.
Niigata har speciell status som signifikant stad (seirei shitei toshi).
Städer:
- Agano, Gosen, Itoigawa, Jōetsu, Kamo, Kashiwazaki, Minamiuonuma, Mitsuke, Murakami, Myōkō, Nagaoka, Niigata, Ojiya, Sado, Sanjō, Shibata, Tainai, Tōkamachi, Tsubame, Uonuma

Distrikt och kommuner:
| - Higashikanbara distrikt - Aga - Iwafune distrikt - Awashimaura - Sekikawa - Kariwa distrikt - Kariwa | - Kitakanbara distrikt - Seirō - Minamikanbara distrikt - Tagami - Minamiuonuma distrikt - Yuzawa | - Nakauonuma distrikt - Tsunan - Nishikanbara distrikt - Yahiko - Santō distrikt - Izumozaki |